# Poppiana argentiniana
Poppiana argentiniana är en kräftdjursart som först beskrevs av Rathbun 1905.  Poppiana argentiniana ingår i släktet Poppiana och familjen Trichodactylidae. IUCN kategoriserar arten globalt som livskraftig. Inga underarter finns listade i Catalogue of Life.